# غوستافو سيرينا
غوستافو سيرينا (بالإيطالية: Gustavo Serena)‏ هو كاتب سيناريو ومخرج وممثل إيطالي، ولد في 5 أكتوبر 1881 في إيطاليا، وتوفي بنفس المكان في 16 أبريل 1970.

## وصلات خارجية
- غوستافو سيرينا على موقع IMDb (الإنجليزية)
- غوستافو سيرينا على موقع ألو سيني (الفرنسية)
- غوستافو سيرينا على موقع أول موفي (الإنجليزية)
- غوستافو سيرينا على موقع قاعدة بيانات الأفلام السويدية (السويدية)
- غوستافو سيرينا على موقع قاعدة بيانات الفيلم (الإنجليزية)
- غوستافو سيرينا على موقع كينوبويسك (الروسية)